# Kostel Panny Marie (Černá Voda)
Farní Kostel Panny Marie se nachází v Černé Vodě v okrese Jeseník. Kostel náleží pod Římskokatolickou farnost Černá Voda, děkanát Jeseník, diecéze Ostravsko-opavská. Kostel je kulturní památkou ČR.

## Historie
První zmínka o obci Černá Voda pochází z roku 1284. V roce 1785 byla v obci zřízena lokálie, bohoslužby byly prováděny v zámecké kapli. V letech 1787 až 1788 byl postaven klasicistní kostel Panny Marie, který se stal v roce 1843 farním kostelem budova školy. Stavitelem byl zednický mistr Rössler.
Na půdě kostela se vyskytuje letní kolonie vrápence malého (Rhinolophus hipposideros), který je předmětem ochrany v dané lokalitě.

## Popis
Orientovaná jednolodní stavba pravoúhlým závěrem a věží v západním průčelí. K severní straně kněžiště je přistavěna pravoúhlá sakristie, která je zaklenuta valeně s výsečemi. Kněžiště je pravoúhlé se skoseným nárožím zaklenuto plackou, v bočních stěnách jsou prolomena pravoúhlá okna, na severní straně je vchod do sakristie. Půlkruhový triumfální oblouk dosedá na pilastry s podnoží, s patkou a římsovou hlavicí. Loď je obdélníková zaklenuta valenou klenbou s výsečemi, v bočních stěnách po třech pravoúhlých oknech. V západní části lodi na dvou pilířích je posazena dřevěná kruchta. Západní průčelí je trojosé, nad hlavní římsou jsou části segmentového štítu přisazené k věži. Třípatrová věž je částečně vsazená do západního průčelí. Z podvěží, které má křížovou klenbu, vedou vchody na šnekové schodiště na kruchtu a na věž. Ve zvonovém patře věže je kruhový ciferník hodin. Věž zakončená stanovou střechou. Loď má stanovou třechu, sakristie pultovou. Nad hlavním vchodem je nápis s datací 1787.
Interiérovou výmalbu provedl Alois Bauch z Vidnavy asi v roce 1899, oltářní obraz namaloval Rudolph Tampler.
Hřbitov kolem kostela byl ohrazen ochrannou zdí, která je postavená z lomového kamene. V dochované západní části před věží je brána na jejichž krajních hranolových pilířích jsou pískovcové plastiky. Na pravém je socha svatého Jana, na levém Matka Bolestná.